# Hilda Doolittle
Hilda „H.D.“ Doolittle (10. září 1886 Bethlehem, Pensylvánie – 27. září 1961 Curych, Švýcarsko) byla americká básnířka a spisovatelka, spojovaná s počátkem 20. století a s avantgardní skupinou básníků Imagisté, jejímž členem byl také její manžel Richard Aldington a Ezra Pound. Své práce podepisovala šifrou H.D.

## Životopis
Hilda se narodila 10. září 1886 v americké komunitě Moravských bratrů v Bethlehemu v Pensylvánii. Její otec Charles Doolittle byl profesorem astronomie na Lehigh University a její matka Helen (Wolle) se intenzivně zajímala o hudbu a byla členkou komunity Moravian Church v Bethlehemu. H.D. byla jejich jedinou přeživší dcerou v rodině s pěti syny. V roce 1896 byl Charles Doolittle jmenován profesorem astronomie na Pensylvánské univerzitě a rodina se přestěhovala do domu v černošské čtvrti Upper Darby v okrese Delaware v Pensylvánii. Tam Hilda navštěvovala kvakerskou školu Friends' Central High School, kterou absolvovala v roce 1905. V roce 1911 se přestěhovala do Londýna, kde hrála ústřední roli v tehdejším rozvíjejícím se imagistickém hnutí. Byla charismatickou postavou uměleckých kruhů 20. století. Americký básník Ezra Pound H.D. velmi obdivoval, podporoval jí a pomáhal jí v budování její kariéry. V letech 1916–17 působila jako redaktorka londýnského literárního magazínu The Egoist. V té době se její básně objevily v časopise The English Review, který vycházel v Londýně v letech 1908 až 1937 a v literárním měsíčníku The Transatlantic Review, který vycházel během roku 1924. V první světové válce zahynul její bratr, což ona těžce nesla. V té době se také rozpadlo její manželství s básníkem Richardem Aldingtonem.. Všechny tyto události se později projevily v její poezii. Imagistická autorita Glenn Hughes napsal, že její osamělost vykřikuje z jejích básní. Měla hluboký zájem o starou řeckou literaturu a její poezie si často půjčovala z řecké mytologie a klasické poezie. Její tvorba je známa tím, že často obsahuje scény z řecké mytologie, jež jsou často používány k vyjádření určitého pocitu nebo nálady. Během třicátých let se spřátelila se Sigmundem Freudem a stala se jeho pacientkou. Snažila se pochopit a vyjádřit svou bisexualitu, vyrovnat se se zbytky válečného traumatu svým psaním a vyjádřením svých duševní prožitků. H.D. se ještě jednou provdala a měla mnoho dalších vztahů s muži i ženami. V 70. letech 20. století byla její práce znovu objevená a H.D. se stala ikonou feministických hnutí.

## Kariéra

### Raná léta

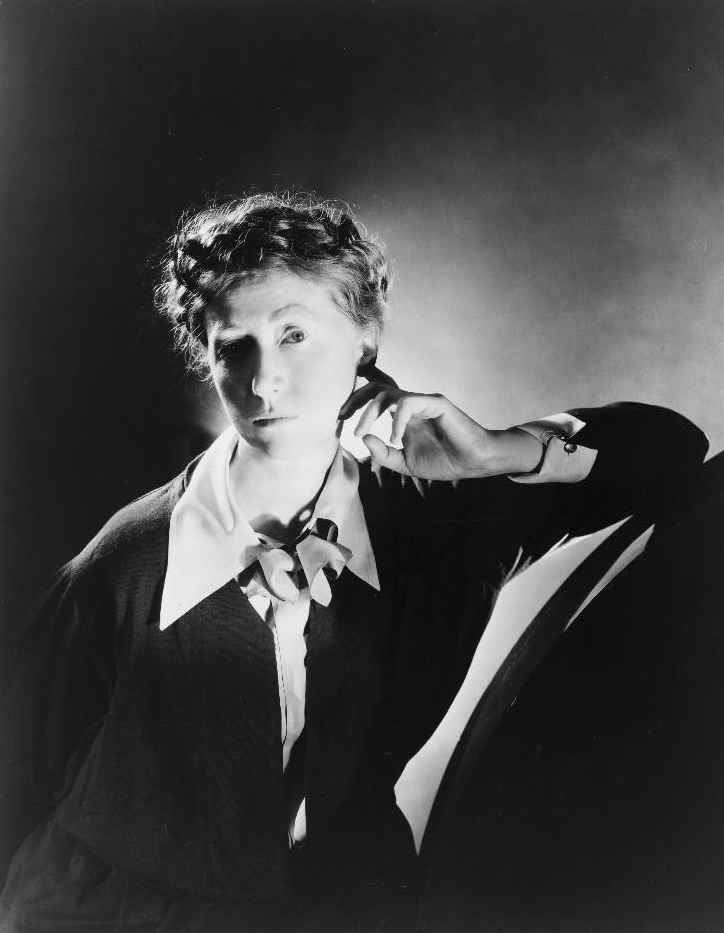
Marianne Mooreová, foto: George Platt Lynes, 1935

V roce 1901 se setkala s Ezrou Poundem, který hrál důležitou roli nejen v jejím soukromém životě, ale i v její kariéře spisovatelky. V roce 1905 ji Pound představil literárnímu světu vydáním svazku jejích milostných básní pod společným názvem Hilda's Book. V tomtéž roce začala H.D. studovat na pensylvánské kvakerské vysoké škole Bryn Mawr College, kde chtěla studovat řeckou literaturu. Školu opustila po třech semestrech pro nevalný prospěch a s omluvou pro špatné zdraví. Během studia se seznámila s básnířkou Mariannou Mooreovou a básníkem Williamem Carlosem Williamsem. Její první publikované spisy, příběhy pro děti, byly vydány ve Filadelfii, v presbytariánském církevním časopise The Comrade mezi roky 1909 a 1913, většinou podepsané jako Edith Grey. V roce 1907 se s Ezrou Poundem sblížila. Její otec však s tímto snoubencem nesouhlasil a v roce 1908, v době, kdy Pound odešel do Evropy, bylo zasnoubení zrušeno. Někdy v té době začala H.D. budovat vztah s mladou studentkou umění na Pensylvánské akademii výtvarných umění, Frances Josephou Greggovou. Poté, co strávily část roku 1910 spolužitím v Greenwich Village, odpluly Hilda s Josephou a její matkou do Evropy. V Evropě Hilda zahájila svou skutečnou kariéru spisovatelky. Její vztah s Greggovou ochladl a ona se setkala s Brigitou Patmore, se kterou v té době žil básník Richard Aldington. Brigit Patmore Aldingtona s H.D. seznámila.

### H.D. a Imagisté

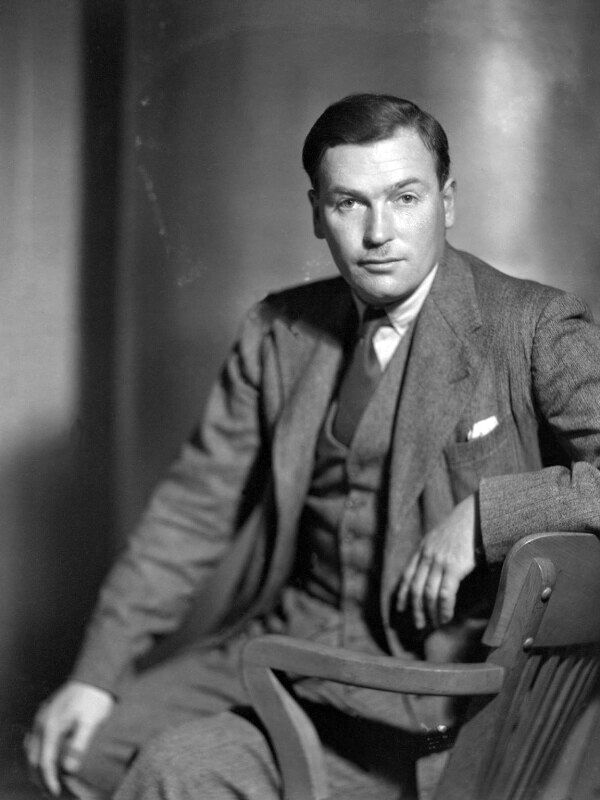
Richard Aldington na snímku Howarda Costera, 1931

Brzy po příjezdu do Anglie ukázala H.D. Poundovi nějaké básně, které napsala. Začala se setkávat s dalšími básníky v restauraci Eiffel Tower v londýnské čtvrti Soho v obvodu Westminster. Pounda její verše velmi zaujaly. Ohromilo ho souznění jejích básní s principy, o kterých s R. Aldingtonem diskutovali. Plánovali reformovat současnou poezii, kladli důraz na volný verš, na návrat k poezii ve stylu waka a tanka, ke stručnosti poezie haiku a chtěli odstranit z básní všechna zbytečná slova. V létě 1912 tři básníci deklarovali sami sebe jako trojici originálních Imagistů a stanovili imagistické principy:
1. Přímé zpracování věci, ať už subjektivní nebo objektivní.
2. Nepoužívat naprosto žádná slova, která nepřispívají prezentaci.
3. Pokud jde o rytmus: skládat v posloupnosti hudebních frází, nikoli v posloupnosti metronomu.[11][12]

H.D. se v tomto roce setkala s Poundem v čajovně poblíž Britského muzea a připojila svůj podpis k prohlášení Imagistů. Různé verze tohoto příběhu byly během její kariéry publikovány pod různými pseudonymy. V témže roce Harriet Monroe, americká vydavatelka a literární kritička, začala vydávat svůj časopis Poetry a požádala Pounda, zda by se mohl stát zahraničním redaktorem. V říjnu pak předložil Pound Harrietě tři básně H.D. a Aldingtona pod hlavičkou skupiny imagistů. Aldingtonovy básně byly zveřejněny v listopadovém vydání časopisu Poetry a básně H.D. Hermes of the Ways, Orchard (Ovocný sad) a Epigram pak v lednu 1913. Imagismus jako hnutí byl tak zahájen a Hilda se stala jeho hlavní protagonistkou. Prvotním vzorem pro tuto skupinu básníků bylo japonské umění. H.D. často navštěvovala Print Room v britském muzeu ve společnosti Richarda Aldingtona a kurátora a básníka Laurence Binyona. Věnovali svou pozornost nišiki-e tiskům s tradičními japonskými verši. Básně H. D. byly ovlivněny nejen japonskými verši, ale také její znalostí klasické řecké literatury a obzvláště pak dílem básnířky Sapfó. Tento zájem sdílela s Aldingtonem i Poundem, každý z nich vydával vlastní verze řeckých básníků. V roce 1915 H.D. a Aldington vydali překlady řecké a latinské klasiky Poets' Translation Series. H.D. pracovala na hře Euripides, publikované v roce v 1916, na překladu chóru ze hry Iphigeneia at Aulis (Ifigenie na Tauridě) a na řecké tragédii básníka Euripida Hippolytos, napsané na základě mýtu o Théseově synovi, v roce 1927 adaptovala hru Hippolytus, nazvanou Hippolytus Temporizes, v roce 1931 pak překlad sborů The Bacchae a Hecuba a v roce 1937 volný překlad Euripidovy hry Ion. Pokračovala ve svém vztahu s imagistickým hnutím až do závěrečného vydání antologie Some Imagist Poets v roce 1917. Spolu s Aldingtonem dělali většinu redakční práce na této antologii. Její práce se také objevila v Aldingtonově Imagist Anthology 1930. Všechna její poezie až do konce třicátých let byla psána v imagistickém módu, tedy v úsporném jazykovém módu s klasickou čistotou. Tento styl psaní byl mnohdy kritizován. Ve zvláštním vydání imagistického časopisu Egoist v květnu 1915, básník a kritik Harold Monro nazval její rané práce petty poetry (drobná poezie) a označil její verše jako bez představivosti a nebo zbytečně nadměrně zdrženlivé.

### První světová válka a později
V roce 1913 se Hilda s Aldingtonem vzali. Bohužel jejich první a jediné dítě, dcera, zemřela v roce 1915. Po vypuknutí války Aldington vstoupil do armády. Pár se vzájemně odcizil, Aldington měl v roce 1917 milenku a H.D. měla blízký, ale platonický vztah s Davidem Herbertem Lawrencem. Její první kniha Sea Garden vyšla v roce 1916. Hilda byla jmenována asistentkou redaktorky magazínu The Egoist, kde nahradila svého manžela. V roce 1918 byl ve válce zabit její bratr Gilbert. V březnu téhož roku se Hilda přestěhovala do domku v Cornwallu se skladatelem Cecilem Grayem, Lawrencovým přítelem a otěhotněla s ním. Když zjistila, že je těhotná, jejich vztah ochladl a Gray se vrátil do Londýna. Po návratu z aktivní vojenské služby byl Aldington velmi traumatizován a on a H.D. žili odděleně.
S blížícím se koncem války se H.D. se setkala s bohatou anglickou spisovatelkou Bryher (vlastním jménem Annie Winifred Ellerman). Žili spolu do roku 1946, a ačkoli obě měly mnoho jiných partnerů, Bryher zůstala její milenkou po zbytek Hildina života. V roce 1919 Hilda porodila dceru, pojmenovala ji Frances Perdita Aldingtonová – přestože otcem nebyl Aldington, který v té době onemocněl španělskou chřipkou, ale Gray. Porod byl těžký a Hilda během porodu málem zemřela. V té době zemřel její otec, který se nikdy zcela nezotavil ze smrti svého syna Gilberta. V roce 1919 H.D. napsala jedno ze svých nejznámějších vyjádření, týkající se poezie: Notes on Thought and Vision (Poznámky k myšlenkám a vizím), které byly znovu vydány v roce 1982. Hilda zde hovoří o básnířkách (včetně sebe) jako o osobnostech, které patří mezi elitní vizionářky, které mají moc obrátit celou vlnu lidského myšlení.
V té době se H.D. a Aldington se pokoušeli zachránit jejich vztah. Ale Aldington měl psychické problémy, pravděpodobně jako následek své účasti ve válce (možná post-traumatická stresová porucha) a oba se opět odcizili, žili každý svůj vlastní život. Přesto se rozvedli až v roce 1938 a po celý život zůstali přáteli. Od roku 1920 se její vztah s Bryher zintenzivnil a dvojice cestovala po Egyptě, Řecku a Spojených státech, než se nakonec usadily ve Švýcarsku. V roce 1921 Bryher uzavřela konvenční manželství s Robertem McAlmonem, a umožnila mu financovat jeho vydavatelství v Paříži a on doufal využít její osobní kontakty pro svůj Contact Print. Během této doby obě, jak Bryher, tak H.D., udržovaly intimní vztah s McAlmonem. Bryher a McAlmon se rozvedli v roce 1927.

### Novely, filmy a psychoanalýza

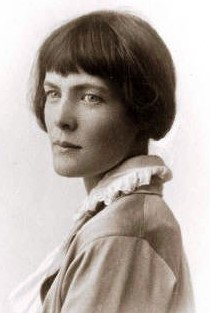
Pohlednice, kterou H.D. poslala Marianně Mooreové, asi v roce 1921

Počátkem dvacátých let 20. století H.D. začala psát třídílný cyklus románů. Román Magna Graeca se se skládá z části Palimpsest (1921) a Hedylus (1928). V románech H.D. používá pravidla klasiky aby prozkoumala poezii jako povolání, zvláště postavení žen v patriarchální literární kultuře. Cyklus Madrigal se skládá z HERmione, Bid Me to Live, Paint It Today a Asphodel a je do značné míry autobiografický, zabývající se vývojem ženy jako umělkyně a konfliktem mezi heterosexuální a lesbickou touhou. Kora and Ka a The Usual Star, dvě novely z cyklu Borderline byly publikovány v roce 1933. V tomto období také napsala Pilate's Wife, Mira-Mare a Nights. V té době Hildě zemřela matka a Bryher se rozvedla se svým manželem, jen aby si vzala nového Hildina milence, Kennetha Macphersona. H.D., Bryher a Macpherson žili společně a cestovali po Evropě jako to, co básnířka a kritička Barbara Guest nazvala v biografii, kterou o H.D. napsala: zvěřinec tří. Bryher a Macpherson adoptovali Hildinu dceru Perditu. H.D. znovu otěhotněla v roce 1928, ale v listopadu se rozhodla těhotenství přerušit. Bryher a Macpherson založili časopis Close Up jako médium pro intelektuální diskusi o filmu, do kterého H.D. pravidelně přispívala. V roce 1927 trojice založila malou nezávislou filmovou skupina POOL nebo Pool Group, převážně financovanou penězi Bryher, jenž byla řízena všemi třemi. Pouze jeden film studia POOL se zachoval v plném rozsahu, Borderline z roku 1930, který uváděl H.D. a Paula Robesona v hlavních rolích. Spolu s novelou Borderline film zkoumá extrémní vnitřní psychické stavy a jejich vztah k vnější realitě. K tomuto filmu H.D. napsala vysvětlující brožuru, která měla film provázet a později byla vydaná v magazínu Close Up.
V roce 1933 H.D. odcestovala do Vídně, aby podstoupila psychoanalýzu u Sigmunda Freuda. O Freudovy teorie se zajímala již od roku 1909, kdy četla některé z jeho prací v originále. Psychoanalytik uvedl, že H.D. trpí paranoiou o vzestupu Adolfa Hitlera, a naznačil možnost další světové války, což byla myšlenka, která byla pro H. D. nesnesitelná. Už první světová válka v ní zanechala pocit duševního rozbití. Ve válce přišla o svého bratra, její manžel trpěl účinky bojových zkušeností, a ona věřila, že válečné trauma nepřímo způsobilo smrt jejího dítěte, které čekala s Aldingtonem: věřila, že to byl šok, který utrpěla, když uslyšela zprávu o torpédování a potopení zaoceánského parníku RMS Lusitania, a tento šok nepřímo způsobil, že její dítě zemřelo. Writing on the Wall (Psaní na zeď), je její monografií o této psychoanalýze. Román byl psán souběžně s Trilogy a publikován v roce 1944. V roce 1956 byl vydán v časopise pro analýzu Advent pod názvem Tribute to Freud (Pocta Freudovi).

### Druhá světová válka a později
H.D. a Bryher strávily druhou světovou válku v Londýně. Během této doby H.D. napsala The Gift, vzpomínky na své dětství a rodinný životě v Bethlehemu v Pensylvánii. Na tomto pozadí ukazuje osoby a události, které jí pomohly utvářet jako spisovatelku  The Gift (Dar) byl nakonec publikován v letech 1960 a 1982. V té době také napsala Trilogy, v roce 1944 publikovala The Walls do not Fall (Stěny nepadají), Tribute to the Angels (Pocta andělům) v roce 1945 a v roce 1946 The Flowering of the Rod (Kvetoucí prut). Začátek jejího románu The Walls do not Fall s určitostí signalizuje její odklon od stylu předchozích děl.
| „      | An incident here and there, and rails gone (for guns) from your (and my) old town square. | Incident tady a tam, a kolejnice pryč (pro zbraně) z vašeho (a mého) starého náměstí. | “ |
| — H.D. |                                                                                           |                                                                                       |   |

Po skončení druhé světové války už obě ženy nežily spolu, ale zůstaly přítelkyněmi. H.D. se přestěhovala do Švýcarska. Na jaře 1946 se H.D. psychicky zhroutila. Na klinice zůstala až do podzimu téhož roku. Kromě několika cest do států H.D. zbytek života strávila ve Švýcarsku. Koncem padesátých let podstoupila další léčbu, tentokrát s psychoanalytikem Erichem Heydtem. Na Heydtovo doporučení napsala End to Torment, vzpomínku na svůj vztah s Poundem, což jí umožnilo zahrnout do knihy i své básně. Hilda Doolittle byla jednou z předních osobností bohémské kultury v Londýně v prvních desetiletích 20. století. Její pozdější poezie zkoumá tradiční epická témata, jako je násilí a válka, z feministické perspektivy. H.D. byla první ženou, které byla udělena cena společnosti American Academy of Arts and Letters.

## Poslední roky
Během 50. let H.D. napsala značné množství poezie. Mezi roky 1952 a 1954 napsala pozoruhodné dílo Helen in Egypt, pokus o feministický pohled na epickou poezii zaměřenou na muže. H.D. zde použila Euripidovu hru Helen jako výchozí bod pro reinterpretaci základu trojské války a rozšíření této války. Tato práce byla viděna některými kritiky, včetně kritika Jeffrey Twitchell-Waase, jako Hildina odpověď na Poundovo dílo The Cantos, které H.D. velmi obdivovala. Další básně z tohoto období jsou Sagesse, Winter Love a Hermetic Definition.Tyto tři básně byly publikovány posmrtně v roce 1972 pod souhrnným názvem Hermetic Definition. Výchozím bodem v Hermetic Definition je láska k třicetiletému muži, kterému se otvírá pomalu jako růže, stejně jako Poundův Canto 106. Sagesse, napsaná v posteli poté, co H.D. utrpěla zlomeninu kyčle, byla psaná jako coda pro Trilogy, vyprávěná částečně hlasem mladé ženy, žijící ve strachu z atomové bomby. Winter Love (Zimní láska) byla psána spolu s End to Torment. H.D. zde použila jako vypravěče Homéra a jeho postavu Penelopy z básníkovy Odyssey a přepracovala materiál jako monografii v básnické formě. Nejednou H.D. zvažovala připojit tuto báseň jako codu k Helen in Egypt.  V roce 1960 H.D. navštívila Spojené státy aby si přebrala ocenění American Academy of Arts and Letters. Vrátila se do Švýcarska, kde v červenci 1961 utrpěla mrtvici a o pár měsíců později zemřela na klinice Klinik Hirslanden v Curychu. Její popel byl odeslán do Bethlehemu a byl pohřben na rodinném pozemku na hřbitově v Nisky Hill dne 28. října 1961. Její epitaf sestává z následujících veršů její rané básně Let Zeus Record:

So you may say,
Greek flower;
Greek ecstasy
reclaims forever
one who died
following intricate song's
lost measure.

### Odkaz

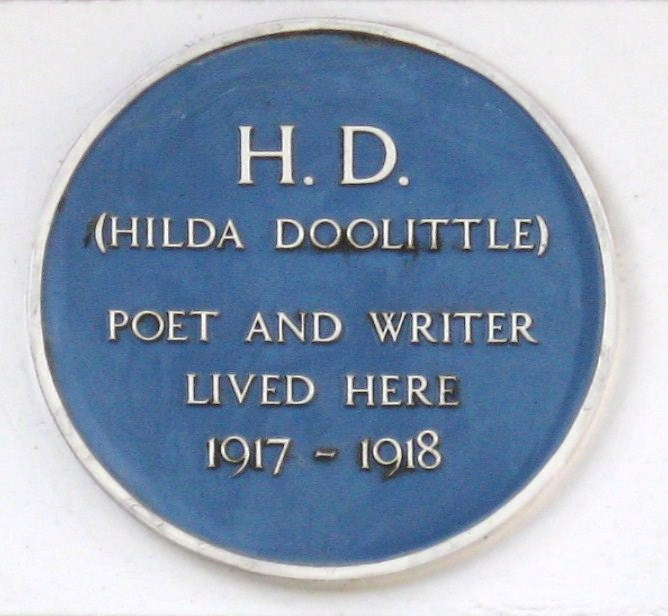
Pamětní deska Hildy Doolittle na domě na Mecklenburgh Square 44

Znovuobjevení H.D. začalo v sedmdesátých letech 20. století a souviselo se vzestupem feminismu. Našlo se mnoho obdivovatelů jejího zpochybňování standardně nastavených rolí pohlaví, tak typických pro její spisy. Zvláště ti, kteří kritizovali standardní pohled na anglickou literární modernu založenou na práci takových spisovatelů jako Pound, Eliot nebo James Joyce, se zasloužili o uznání významnějšího postavení H.D. v historii moderní literatury. Její spisy se staly vzorem pro další autorky pracující v modernistické tradici, jako byli umělci sdružení kolem New York School, což byla neformální skupina amerických básníků, malířů, tanečníků a hudebníků působících v 50. a 60. letech v New Yorku. Jednou z nich byla americká básnířka Barbara Guestová, nebo anglo-američanka Denise Levertovová, další pak umělci skupiny The Black Mountain (sdružení umělců z poloviny 20. století kolem vysoké školy Black Mountain College v Severní Karolíně), příkladem je Hilda Morley, či americká básnířka, esejistka a kritička Susan Howeová, píšící ve stylu Language poets.
Její vliv není omezen na pouze na autorky, ale ovlivnila i mnoho spisovatelů, včetně jejího obdivovatele Boba Edwarda Duncana a Roberta Creeleyho, kteří uznali svůj dluh vůči H.D.
Mezi její vnuky patřil autor biografie skupiny Beatles, Nicholas Schaffner.

## Vybrané práce

### Poezie
- Sea Garden (1916)
- The God (1917)
- Translations (1920)
- Hymen (1921)
- Heliodora and Other Poems (1924)
- Hippolytus Temporizes (1927)
- Red Roses for Bronze (1932)
- The Walls Do Not Fall (1944)
- Tribute to the Angels (1945)
- Trilogy (1946)
- The Flowering of the Rod (1946)
- By Avon River (1949)
- Helen in Egypt, nové vydání (1961)
- Hermetic Definition, nové vydání (1972)
- Vale Ave, nové vydání (psáno 1957–1958, publikováno 2013)

### Próza
- Notes on Thought and Vision (1919)
- Paint it Today (psáno 1921, vydáno 1992)
- Asphodel (psáno 1921–22, vydáno 1992)
- Palimpsest (1926)
- Kora and Ka (1930)
- Nights (1935)
- The Hedgehog (1936)
- Tribute to Freud (1956)
- Bid Me to Live (1960)
- End to Torment: A Memoir of Ezra Pound, nové vydání (1979)
- HERmione, nové vydání (1981)
- The Gift, nové vydání (1982)
- Majic Ring (psáno 1943–44, vydáno 2009)
- Pilate's Wife (psáno 1929–1934, vydáno 2000)
- The Sword Went Out to Sea (psáno 1946–47, vydáno 2007)
- White Rose and the Red (psáno 1948, vydáno 2009)
- The Mystery (psáno 1948–51, vydáno 2009)